# 葉姆察河
葉姆察河是俄羅斯的河流，位於阿爾漢格爾斯克州，屬於北德維納河的左支流，河道全長188公里，流域面積14,100平方公里，從河口的25公里可讓船隻航行。